# 魔術師和兔子
《魔术师和兔子》（英語：Presto）是一部由皮克斯动画工作室制作、於2008年上映的美国计算机动画短片，在电影院播放《瓦力》前先予放映。这部短片讲述了一位魔术师试图与自己一只拒绝合作的兔子给出一场精彩表演的故事，其中充满了对《猫和老鼠》和《乐一通》等经典动画影片插科打诨式的敬意。影片由皮克斯资深动画师道格·斯威特兰德执导，这也是他的导演处女作。
短片起初的设想是一位魔术师将一只兔子用到自己的表演中，结果这只兔子却非常怯场。但这一设想被认为会拍得过长而且复杂，因此需要重新来过。为了设计片中的剧场，主创人员参观了多所歌剧院和电影院寻找灵感。起初设计剧场内有2500名观众这点也存在问题，因为这会导致成本过高，不过之后通过主要显示观众的背部而解决了这个问题。
短片获得了非常正面的评价，《瓦力》发行的家用媒体中包括了这部短片，评论也认为这是一段令人感到愉快的特别内容。一位评论家称《魔术师和兔子》是“一个彻头彻尾的赢家”，其它人则认为这是一部“短小而爆笑的动画片”。影片获得了安妮奖和奥斯卡金像奖提名，并且是2008年动画展的组成部分。

## 剧情
歌舞杂耍表演领域的魔术师普莱斯托·迪吉区塔吉昂（Presto DiGiotagione，有戏法之义）以表演帽子戏法而闻名，这个戏法主要是把一只名叫亚历克·阿赞（Alec Azam）的兔子从他的大礼帽里拉出来。短片开头亚历克被锁在笼子里，深为自己饿着肚子又搆不著胡萝卜而恼火。普莱斯托吃完饭回来后，他开始对过会儿就要进行的表演进行排练，原来他的大礼帽竟然神奇地与另一个将会留在后台，放在亚历克旁边的帽子相联通，所以只要他将手伸进大礼帽，就可以从另一个帽子里穿出来，然后抓住亚历克将其从帽子里拉出去。他本打算喂亚历克吃胡萝卜，但意识到表演要迟到了于是带着兔子离开，这让亚历克更是愤怒。普莱斯托试图开始表演，但亚历克决定自己已经受够了，在没有得到胡萝卜以前拒绝合作。接下来普莱斯托就努力地开始试图从帽子里把亚历克抓出来。
亚历克巧妙地利用帽子戏法让他的主人不但多次连续多次尝试都没能完成魔术，而且还吃尽了苦头出尽了洋相。他的手被砸在抽屉上，手指又抓到了老鼠夹子。普雷斯托试图把一只鸡蛋从帽子里扔进去打中亚历克，但反被砸在自己脸上。魔术师愤怒了，把胡萝卜变成了一朵花。亚历克则把帽子对到真空吸管，把普雷斯托的脸吸到通红，然后从他的袖子里试图找到胡萝卜。魔术师朝兔子跑去，可反被自己帽子里伸出的手指叉中眼睛。他又把帽子扔在地上，可抢过兔子旁边的另一个帽子时，他的手通过地上的帽子伸出来，抓掉了自己的裤子，然后又被帽子里的楼梯打到了舞台的另一边。之后他追逐兔子到了幕后，却不小心被绳子套住脚吊到了舞台上空，然后从上面掉了下来，同样吊起来的钢琴及众多舞台装饰品紧随其后。兔子意识主人不被摔死也会被砸死，于是用帽子救了他一命。这样的表演引来了全场观众热烈的掌声，感激的魔术师给了兔子胡萝卜，并且也在海报上列出兔子的功劳。

## 制作

短片开始时，兔子想尽方法想得到胡萝卜，为了尽可能快地表现出戏剧冲突，观众从一开始就可以清楚地了解到兔子到底想要什么

《魔术师和兔子》是皮克斯资深动画师道格·斯威特兰德的导演处女作，其中的角色都没有对白。他于2007年初提出了电影的构想，并于同年晚些时间开始制作，于2008年5月完成。《魔术师和兔子》中插科打诨的内容很大程度上受到了经典动画片的影响，如《乐一通》就是其中之一，兔子亚历克与宾尼兔很类似，《猫和老鼠》、《马克思兄弟》，以及查理·卓别林都对本片产生了影响。普雷斯托动画形象的设计则是基于威廉·鲍威尔。
短片的原有方案是一位魔术师在自己的上一只兔子离开后找了一只寻求签名的兔子代替，但这只新兔子有怯场并发症。导演将这一剧情和《一个明星的诞生》进行比较，但由于拍摄出来的时长估计会超过8分钟，而且情节上也比较复杂，所以这个方案完全推倒重来。
为了营造出一个非常正式的环境，导演参观了英国的皇家歌剧院和法国的巴黎歌剧院，以及旧金山的经典歌舞杂耍表演剧院，之后剧组也一起来到旧金山这家剧院参观。制作2500名观众的动画将会比较昂贵，所以最后通过只显示大部分观众背部的方式来得以解决。为了节省时间，大部分的观众模型都是借用皮克斯的上一部动画长片《料理鼠王》中的模型。此外，普雷斯托脸部以下的身体部分是来自于《料理鼠王》中的那个律师，而胡萝卜也是该片中的众多食物道具之一。

## 反响
短片获得了非常正面的评价。《如果》杂志的卡尔·科蒂兹（Carl Cortez）称《魔术师和兔子》是“彻头彻尾的赢家”。马可斯·伯纳尔-萨拉斯（Marcos Bernal-Salas）表示《魔术师和兔子》是《瓦力》的DVD中他最喜欢的一段惊喜。他形容这是一部“短小而爆笑的动画片”，称赞了其中的动画和音效表现。美联社的杰克·科伊尔（Jake Coyle）认为影片是“一道令人愉快的动画开胃菜”，让传统上在长片前播映的短片保持了活力。新西兰电视台的达伦·比凡（Darren Bevan）觉得虽然《瓦力》是一个“令人愉快的童话”，而且“的确很豪华”，但《魔术师和兔子》差一点就抢了《瓦力》的风头。詹姆斯·桑福德称这部短片是一部精湛而热闹的揭幕战，形容这是《乐一通》版本宾尼兔的《顶尖对决》。《魔术师和兔子》获得了第36届安妮奖最佳动画短片奖提名，还获得了第81届奥斯卡金像奖动画短片奖提名，不过最终败给了《回忆积木屋》。